# Robert Slippens
Robert Slippens (født 3. maj 1972 i Opmeer) er en hollandsk forhenværende cykelrytter. Hans foretrukne disciplin var banecykling, hvor han har vundet medaljer ved EM og VM. Han har deltaget ved de olympiske lege fire gange.
Slippens har vundet 11 seksdagesløb, med blandt andet én sejr ved Københavns seksdagesløb i 2006 sammen med makker Danny Stam, med hvem han vandt alle sine sejre i parløb.